# Municipalità di Huon Valley
La municipalità di Huon Valley è una delle 29 local government areas che si trovano in Tasmania, in Australia. Essa si estende su di una superficie di 5.497 km² ed ha una popolazione di 14.442 abitanti. La sede si trova a Huonville.
È stata istituita nel 1993 dall'unione delle municipalità di Esperance, Huon e Port Cygnet. Comprende la lontana isola di Macquarie, situata a circa 1400 km verso sud-est, che faceva parte di Esperance.